# Campeonato femenino sub-17 de la CAF
El Campeonato Femenino Sub-17 de la CAF es el torneo que decide que equipos representarán a la Confederación Africana de Fútbol en la Copa Mundial Femenina de Fútbol Sub-17.

## Historial
| Año          | Campeón | Subcampeón | Tercer lugar |
| ------------ | ------- | ---------- | ------------ |
| 2008 Detalle | Nigeria | Ghana      | Camerún      |

| Año          | Clasificación directa | Clasificación directa | Repechaje |
| ------------ | --------------------- | --------------------- | --------- |
| 2010 Detalle | Nigeria               | Ghana                 | Sudáfrica |

| Año          | Clasificación directa | Clasificación directa | Clasificación directa |
| ------------ | --------------------- | --------------------- | --------------------- |
| 2012 Detalle | Gambia                | Ghana                 | Nigeria               |
| 2013 Detalle | Ghana                 | Nigeria               | Zambia                |
| 2016 Detalle | Camerún               | Ghana                 | Nigeria               |
| 2018 Detalle | Ghana                 | Sudáfrica             | Camerún               |
| 2020 Detalle |                       | Cancelado             |                       |
| 2022 Detalle | Tanzania              | Nigeria               | Marruecos             |
| 2024 Detalle | Kenia                 | Zambia                | Nigeria               |

| Año          | Clasificación directa | Clasificación directa | Clasificación directa | Clasificación directa |
| ------------ | --------------------- | --------------------- | --------------------- | --------------------- |
| 2025 Detalle | Costa de Marfil       | Camerún               | Nigeria               | Zambia                |